# IPod mini
L’iPod mini est un baladeur numérique conçu par Apple et commercialisé entre janvier 2004 et septembre 2005.

## Historique
Lancé en janvier 2004, l’iPod mini est plus fin et compact que l’iPod, et embarque un disque dur de 4 cm sur 3,5 cm de type microdrive d’une capacité de 4 Go, fabriqué par Hitachi ou Seagate selon les modèles. Il est doté pour la première fois sur un iPod d’une molette à la fois tactile et cliquable (baptisée click wheel par Apple) et de 25 minutes de protection contre les sauts grâce à une mémoire flash tampon de 32 Mo. Son boîtier en aluminium anodisé est décliné en cinq couleurs métallisées (gris, or, rose, vert et bleu).
En février 2005 la gamme est mise à jour : la couleur « or » disparaît ; les autres deviennent plus vives, plus saturées, et un modèle de 6 Go apparaît. Son autonomie augmente également de dix heures, atteignant ainsi les 18 heures de lecture continue.
En septembre 2005, soit un an et demi après sa naissance, l’iPod mini disparaît définitivement de la gamme iPod, remplacé par son successeur, l’iPod nano.